# Зулија
Зулија или Сулија (шп. Estado Zulia), једна је од 23 државе у Боливарској Републици Венецуели. Главни и највећи град је Маракаибо. Ова савезна држава покрива укупну површину од 63.100 км ² и има 3.887.171 становника (2011).
Савезна држава Зулија се налази у северозападној Венецуели. Окружује Маракаибо језеро. Ово језеро је највећи водени субјект те врсте у Латинској Америци и његов слив покрива једну од највећих резерви нафте и гаса у западној хемисфери.
Зулија је велика гранична држава, одваја Венецуелу од Колумбије на истоку ове земље. Граничи се на северозападу са Гуајира полуострвом и планином Перија, на истоку лежи до држава Фалкон и Лара, а на југу до андских венецуеланских држава Тачира, Мерида, и Трухило.
Држава је економски важна за комплетну земљу због нафте и минералних експлоатација, али и као један од главних пољопривредних региона Венецуеле, истичући се нарочито у областима као што су стока, банане, воће, месо и млеко, итд.

## Галерија
- Поглед на мост Генерала Рафаела Урданета
- Кататумбо муње